# Clara Mattei
Clara Mattei   (13 de març de 1988) és una economista italiana i acadèmica, especialista en la història del capitalisme i la interacció entre teories econòmiques i la creació de polítiques tecnocràtiques. Des de febrer 2025, ha servit com Professora d'Economia i Directora del Centre per l'Economia Heterodoxa (CHE) a la Universitat de Tulsa, Oklahoma.

## Educació i vida primerenca
Mattei va aconseguir el seu títol de Batxiller d'Arts en Filosofia a la Universitat de Cambridge, i va seguir per un mestratge en Arts en Filosofia des de la Universitat de Pavia. Va completar un Ph.d de en Economia al Sant'Anna Escola d'Estudis Avançats a Pisa i a l'Université de Estrasburg  École Doctorale Agustí Cournot. La seva dissertació es va titular "Fetitxisme de Mercat i Política Repressiva en Pensament d'Austeritat europea després de Primera Guerra Mundial (1918-1925)" va examinar la implementació històrica de pòlisses d'austeritat dins de l'Europa de Primera Guerra Mundial.

## Carrera
Previ a la seva cita a la Universitat de Tulsa, Mattei era un Associa Professor en el Departament d'Economia a l'Escola Nova per a Recerca Social en Ciutat de Nova York. Durant el 2018-2019 any acadèmic, era una membre de l'Escola de Ciències Socials a l'Institut per Estudi Avançat en Princeton. La seva recerca enfoca en la història de capitalisme, particularment la relació entre idees econòmiques i technocratic implementació de pòlissa.

### Publicacions
El novembre de 2022, Mattei publicà el seu primer llibre, The Capital Order: How Economists Invented Austerity and Paved the Way to Fascism, a través de la Universitat de Chicago Press. El treball tractà sobre els orígens de polítiques d'austeritat posteriors a la Primera Guerra Mundial i la seva funció com a reacció contra alternatives al capitalisme. El llibre va ser homologat pel Financial Times com un dels deu millors llibres de 2022. Aquest llibre ha estat traduït a més de deu llengües, i va rebre l'any 2023 el premi Herbert Baxter Adams Prize de l'Associació Històrica americana.
El novembre de 2023, Mattei va publicar el seu primer llibre escrit en italià, L’economia è politica: Tutto quello che non vediamo dell’economia e che nessuno racconta, publicat per Fuori Scena. El llibre es plantejà també per ser publicat en anglès amb el títol a Escape from Capitalism.
Els seus articles erudits han aparegut en revistes com la Revista de Cambridge d'Economia, la Revista de la Història de Pensament Econòmic, i la Revista europea de la Història de Pensament Econòmic. A més, ha contribuït a diversos mitjans de comunicació que inclouen The Guardian, Jacobin, The Nation, i el diari italià Il Fatto Quotidiano.

### Interessos de recerca
Matteiha ha fet recerca del període posterior a la Primera Guerra Mundial i sobre les pòlisses monetàries i fiscals, la història de pensament econòmic, i metodologia. El seu projecte actual és crític amb les polítiques recessives de l'Edat Daurada de Capitalisme (1945-1975) i el Keynesianisme a través de la lent del capitalisme d'austeritat.

### Premis i honors
- Young Scholar Award from the History of Economics Society (June 2015) for her paper "The Guardians of Capitalism. International Consensus and Fascist Technocratic Implementation of Austerity."[11]
- Young Scholar Award from the European Society for the History of Economic Thought (May 2015) for her paper "Austerity and Repressive Politics: Italian Economists in the Early Years of the Fascist Government 1922-1925."[11]

## Vida personal
Mattei és la besneta dels lluitadors de la resistència comunistes italians Gianfranco i Teresa "Chicci" Mattei.

## Publicacions i feines seleccionades

### Llibres
- L'economia è politica (en italià).  Fuoriscena, 7 novembre 2023, p. 192. ISBN 9791222500003.
- The Capital Order - How Economists Invented Austerity and Paved the Way to Fascism (en anglès).  The University of Chicago Press, November 2022, p. 480. ISBN 9780226818399. Traduccions a l'italià (2022), portuguès (Brasil) (2023), suec (2023), coreà (2024), portuguès (Portugal) (2024), grec (2024), castellà (2025), alemany (2025), japonès (2025), búlgar (2025), i xinès (2026).
- Pendent de publicar amb The University of Chicago Press: The Golden Hour: Booming Markets, False Narratives, and the Decades That Made Modern Society (planificat pel 2028).

### Capítols de llibre
- “Capitalism Contested: Britain in the Aftermath of World War I,” in Crisis Under Critique: How People Assess, Transform, And Respond to Critical Situations, Didier Fasasin and Axel Honneth (eds), Columbia University Press (2022), pp. 11–31.
- “Early Women Economists at Columbia University Contributions in the Struggle for Labor Protection in the Lochner Era,” in Routledge Handbook of the Women's History of Economic Thought, Kirsten K. Madden and Robert W. Dimand (eds), Routledge (2019), pp. 272–290.
- “Per una Nuova Politica Transnazionale,” in Per cosa lottare: Le frontiere del progressivismo, Enrico Biale and Corrado Fumagalli (eds), Fondazione Feltrinelli Publisher (2019), pp. 107–130, co-authored with Niccoló Cuppini.